# H2O (album)
H2O is het debuutalbum van de gelijknamige punkband H2O.
Het album werd uitgebracht door Blackout Records op 25 juni 1996, in zowel lp- als cd-formaat. In de herfst van 1996 verscheen er een videoclip voor het nummer "Family Tree".

## Nummers
1. "5 Yr. Plan" - 2:57
2. "Scene Report" - 2:18
3. "Spirit of '84" - 2:04
4. "I Know Why" - 2:50
5. "Gen-Eric" - 0:59
6. "Surrounded" - 2:01
7. "Here Today, Gone Tomorrow" - 2:38
8. "Family Tree" - 2:56
9. "Hi-Lo" - 2:04
10. "My Curse" - 9:00

Japanse bonustracks
1. "Go!" - 2:41
2. "Mask" - 2:35

Het eerste nummer op track 10 duurt eigenlijk 3:05. Daarna komt er commentaar van de band en een live opgenomen hidden track ("My Love is Real"), waardoor de track 9:00 duurt. Op de Japanse versie duurt track 10 wel 3:05.

## Muzikanten
Band
- Toby Morse - zang
- Todd Morse - gitaar, zang
- Rusty Pistachio - gitaar, zang
- Eric Rice - basgitaar
- Todd Friend - drums, zang

Aanvullende muzikanten
- Dicky Barrett (The Mighty Mighty Bosstones) - zang (track 8)
- Tim Shaw (Ensign) - zang (track 7), basgitaar (track 10)
- Armand Majidi (Sick of It All) - drums (track 10)